# Cultura de Etiopía
La cultura etíope tiene múltiples facetas, que reflejan la diversidad cultural de Etiopía.
Entre las numerosas costumbres tradicionales, el respeto (especialmente de los ancianos y ancianas) es muy importante. En la cultura de Etiopía, es costumbre levantarse de un asiento o renunciar a la propia cama para un viejo amigo o miembro de la familia, incluso sí tiene el pico más grande
. Donald Levine acota sobre las costumbres en la Región Amara sur:

## Música
La música de Etiopía es sumamente diversa, y cada uno de los grupos étnicos está asociado con sonidos específicos. Algunas formas de música tradicional están muy influidas por la música popular de otros lugares en el Cuerno de África, especialmente Somalia. Sin embargo, la música religiosa etíope también tiene un elemento antiguo cristiano, que se remonta a Yared, quién vivió durante el reinado de Gabra Masqal. En el noreste de Etiopía, en Wolo, se desarrolló una forma musical musulmana llamada manzuma. La manzuma se ha extendido a Harar y Jimma, dónde ahora se canta en lenguaje Oromo. En las tierras altas de Etiopía, la música secular tradicional es interpretada por músicos itinerantes llamados azmaris, quienes son vistos tanto con recelo como respeto por la sociedad etíope.

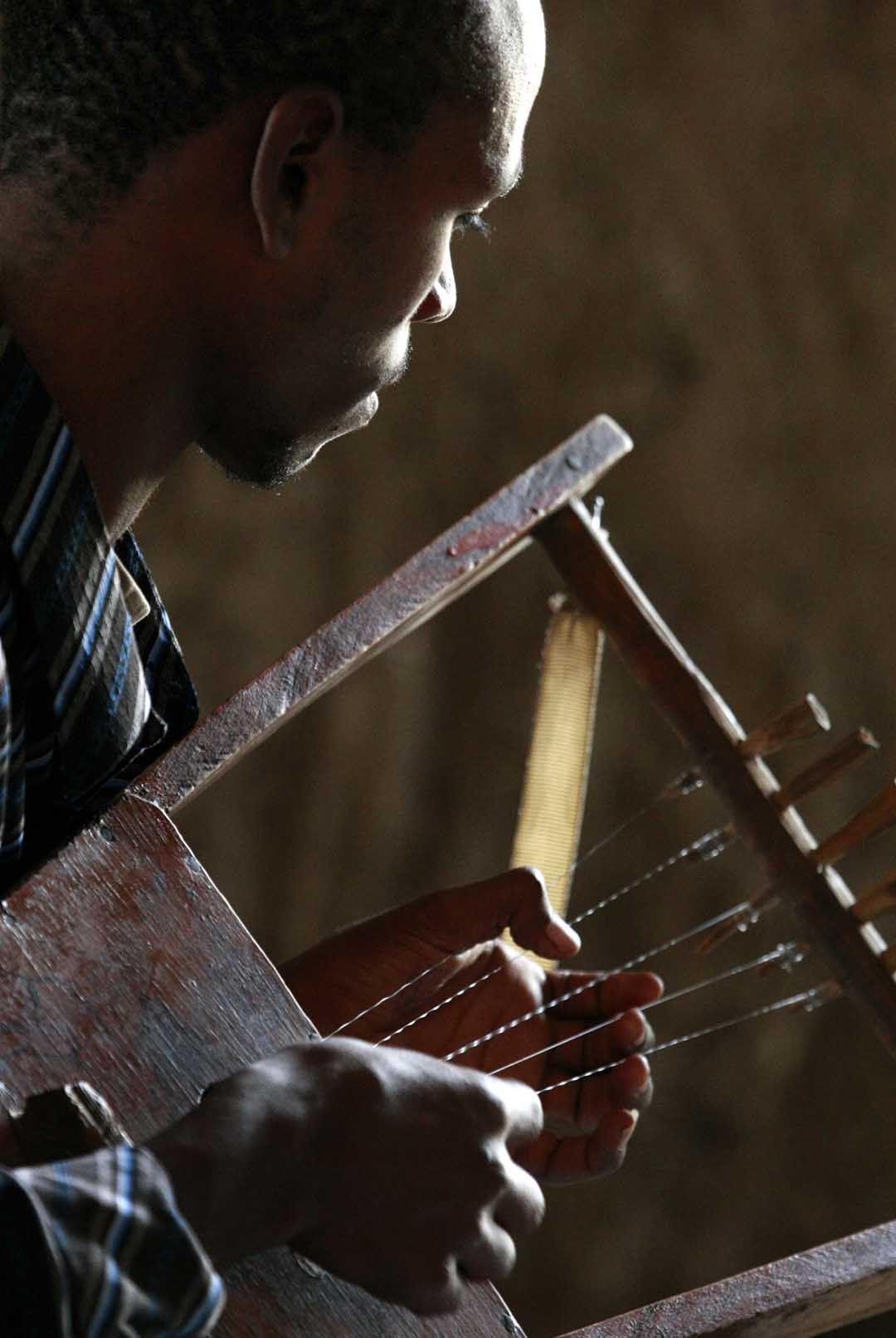
Un músico etíope tocando un krar.

### Cordófonos
En las tierras altas, entre los instrumentos de cuerda tradicionales se encuentran el masenqo (también conocido como masinko), el krar (también conocido como kirar), una lira de seis cuerdas; y la begena, una gran lira de diez cuerdas. La dita (una lira de cinco cuerdas) y arcos musicales (incluyendo una variante inusual de tres cuerdas) están entre los cordófonos que se encuentran en el sur.

### Aerófonos
El washint es una flauta de bambú que es común en las tierras altas. Los instrumentos tipo trompeta incluyen la malakat ceremonial usada en algunas regiones, y el holdudwa (un cuerno de animal) que se encuentra principalmente en el sur. Las flautas embilta no poseen agujeros para los dedos, y producen solo dos tonos, el fundamental y un intervalo de cuarta o quinta. Estos pueden ser de metal (generalmente en el norte) o de bambú (en el sur). Los konso y otros pueblos en el sur tocan fantas, o flautas de pan.

### Idiófonos
En la Iglesia Ortodoxa Etíope, la música litúrgica emplea el senasel, un sistro. Además, el clero utiliza oraciones, o maqwamiya, para mantener el ritmo. Las iglesias rurales históricamente usaban el dawal, construido con losas de piedras o pedazos de madera, con el fin de llamar a los fieles a la oración. Los Beta Israel utilizan un gong pequeño llamado qachel como acompañamiento litúrgico, aunque el qachel también puede referirse a una pequeña campana. El toom, un lamelófono, es utilizado en las comunidades Nuer, Anuak,Anuak Majangir, Surma y otros grupos nilos-saharianos. Los sonajeros de metal son comunes en todo el sur.

### Membranófonos
El kebero es un gran tambor de mano utilizado en la laiturgia cristiana ortodoxa. Los tambores pequeños kebero pueden ser utilizados en celebraciones seculares. El nagarit, tocado con un palo curvo, es usualmente encontrado en contextos secuales como funciones reales o el anuncio de proclamaciones, aunque es una función litúrgica entre los Beta Israel. Gurage y otros pueblos del sur comúnmente tocan el atamo, un pequeño tambor de mano que a veces es de barro.

### Música popular
Etiopía es un país musicalmente tradicional. Por supuesto, se toca la música popular, se graba y se escucha, pero la mayoría de los músicos también cantan canciones tradicionales, y la mayoría de las audiencias eligen escuchar estilos populares y tradicionales de música. Existe una larga tradición de música popular en Etiopía con una banda de música, importada de Jerusalén en la forma de cuarenta huérfanos armenios durante el reinado de Haile Selassie. Esta banda, que llegó a Adís Abeba el 6 de septiembre de 1924, fue la primera orquesta oficial de Etiopía. Al final de la Segunda Guerra Mundial, las orquestas grandes venían acompañadas con cantantes; la mayoría de las orquestas eran banda del Ejército, de la Policía y de los Guardias Imperiales. La mayoría de estas bandas fueron entrenadas por europeos o armenios.
Desde la década de 1970, entre los músicos populares de Etiopía se han destacado Bizunesh Bekele, Mahmoud Ahmed, Alemayehu Eshete, Hirut Bekele, Ali Birra, Ayalew Mesfin, Kiros Alemayehu, Muluken Melesse y Tilahun Gessesse, mientras que los músicos populares incluían Alemu Aga, Kassa Tessema, Ketema Makonnen, Asnaketch Worku, y Mary Armede.
Quizá el músico más influente del período, fue el innovador Mulatu Astatke.
Amha Records, Kaifa Records y Philips-Ehiopia fueron sellos discográficos etíopes durante este período. Desde 1977, la música budista Ehiopiques ha recopilado muchos de estos sencillos y álbumes en disco compacto.
Durante la década de 1980, Derg controlaba a Etiopía, y la emigración se hizo casi imposible. Los músicos de este período incluyen Ethio Stars, Wallias Band y Roha Band, aunque el cantante Neway Debebe era el más popular. Él ayudó a popularizar el uso del seminna-werq (cera y oro, una forma poética de doble sentido) en la música (previamente solo usada en qiné, o en poesía, que a menudo le permitió a los cantantes a criticar el gobierno salteándose a los censores.

### Escena contemporánea
Uno de los músicos más populares de Etiopía es Aster Aweke.
Más recientemente, la música de Tigray y Eritrea se ha hecho popular en Etiopía y entre los exiliados, especialmente en Italia. Una de las nuevas tendencias, sin embargo ha sido el aumento en el interés por el bolel, un tipo de música blues, interpretadas en Adís Abeba, especialmente Yohannès Sefer y Kazentchis. Músicos de bobel incluyen Tigist Assefa, Tedje y Admassou Abate.
Actualmente, el cantante etíope más destacado internacionalmente es Gigi. A través de su empeño con los músicos de jazz como Bill Laswell (quién es su esposo) y Herbi Hancock, Gigi ha traído atención popular hacia la música de Etiopía, especialmente en los Estados Unidos.
Otros artistas populares incluyen a Tewodros Tadesse, Teddy Afro, Neway Debebe, Tadesse Alemu, Hamelmal Abate, Martha Ashagari, Yohannes Berhanu, Kuku Sebsebe, Aster Aweke, y Manalemosh Dibo. Neway fue muy ppular entre la juventud de la década de 1980 y principios de 1990 con canciones como "Yetekemt Abeba," "Metekatun Ateye," "Safsaf," y "Gedam," entre otras. Abatte Barihun ha ejemplificado los cuatro principales qenets en su álbum del 2005 Ras Deshen.
El productor Francis Falceto critica la música contemporánea de Etiopía por dejar de lado los instrumentos tradicionales t las interpretaciones por conjunto a favor de las bandas de un solo hombre usando sintetizadores. La profesora de la Universidad de Harvard Kay Kaufman Shelemay, por el contrario, mantiene que hay creatividad genuina en la escena musical contemporánea. Señala que la música etiópe es la única en cambiar a la música electrónica producida, un punto que Falceto reconoce.

## Vestimenta
La vestimenta tradicional de las mujeres en Etiopía está confeccionada de una tela denominada shemma y es utilizada para hacer habesha qemis: es básicamente de tela de algodón, de unos 90 centímetros de ancho, tejida en largas tiras que luego son cosidas juntas. A veces, hilos brillantes se entretejen en la trama para dar un efecto elegante. Lleva cerca de dos a tres semanas confeccionar tela suficiente para un vestido. La parte inferior de la prenda o camisa puede ser adornado con patrones.
Los hombres visten pantalones y una camisa hasta la rodilla con un cuello blanco, y tal vez un suéter. Los hombres a menudo utilizan calcetines hasta la rodilla, mientras que las mujeres no usan calcetines.
Los hombres como también las mujeres visten mantones. Los chales se usan en un estilo diferente para diferentes ocasiones. Cuando se concurre a la iglesia, las mujeres cubren su cabello y se colocan los extremos superiores del chal sobre los hombros mostrando una cruz (meskelya), con hilos brillantes en el borde. En los funerales, el chal se usa con los hilos brillantes en la parte inferior (madegdeg). Los vestidos de las mujeres son llamados habesha qemis. Los vestidos son usualmente blancos con algún color por encima del borde inferior. Los brazaletes y collares de plata u oro son llevados en brazos y pies como complemento. En la actualidad se han puesto de moda en las ciudades una variedad de vestidos de diseñador combinando tela tradicional con un estilo moderno.
Estos atuendos tradicionales todavía son vestidas hoy en día, basándose en el campo. En ciudades y pueblos, la ropa occidental es muy popular, aunque en ocasiones especiales, como Año Nuevo (Enkutatash), Navidad (Genna) o bodas, algunos visten prendas tradicionales.
A menudo, una mujer se cubre la cabeza con un shash, una tela que se ata en el cuello. La shama y la kuta, telas blancas como gazas, son de uso frecuente. Esto es común entre los musulmanes y las mujeres cristianas. Las mujeres mayores utilizan un sash en el día a día, mientras que otras mujeres solo visten un sash llamado netela mientras asisten a la iglesia.

## Deportes
El deporte más popular de Etiopía es el atletismo, en el que ya han ganado muchas medallas en los Juegos Olímpicos. El fútbol, a pesar de la falta de éxito de la Selección de fútbol de Etiopía, es amado por una gran parte significativa de la población.

## Medios de comunicación
La radio y televisión están bajo el control del gobierno etíope. Hay nueve estaciones de radio, ocho de la mañana y una de onda corta, con licencia para operar. Las estaciones de radio de difusión más importantes (todas en AM) son Radio Ethiopia, Radio Torch (pirata), Radio Voice of One Free Ethiopia, y Voice of the Revolution of Tigray. La red de televisión es Ethiopian Television. De acuerdo con la política gubernamental, los programas de radio se producen en una variedad de idiomas. El material de impresión, debido a los altos niveles de pobreza, las bajas tasas de alfabetización, y la mala distribución fuera de la capital, sirven solamente a una pequeña parte de la población. Los principales periódicos incluyen a Addis Zemen, y Ethiopian Herald. También hay una industria de cine pequeño pero es animado.

## Idioma
El idioma oficial de Etiopía es el idioma amárico, una lengua semítica que es hablada por cerca de 27 millones de personas (2.7 millones de expatriados). El amárico se escribe con la escritura ge'ez, que está prácticamente extinto como lengua productiva, pero todavía está en el uso litúrgico de la comunidad Beta Israel judía y la Iglesia ortodoxa etíope. El segundo lenguaje en Etiopía es el idioma oromo, un lenguaje cushita que es hablado por cerca del 30% de la población. El tercer lenguaje en Etiopía es el lenguaje tigriña, relacionado con el amárico pero sobre todo se habla en el norte de Etiopía en el estado de Tigray. Además, la mayoría de los pobladores están acostumbrados a sus lenguas étnicas en la lengua oficial de Amárico.